# Karl Siegmar von Galéra
Karl Siegmar Schultze, ab 1904/19 Karl Siegmar Gotthilf Emil Baron von Gal(l)éra (* 21. Juni 1894 in Halle an der Saale; † 17. März 1969 in Opladen), war ein deutscher Historiker. Galéra verfasste die „Geschichte unserer Zeit“, eine umfangreiche Interpretation der politischen Ereignisse von 1916 bis zum Beginn des Dritten Reiches, die Anfang der Dreißigerjahre des vorigen Jahrhunderts erschien.

## Leben
Er stammte aus bürgerlichen Verhältnissen und war der Sohn von Siegmar Schultze, der sich im Jahre 1904 in Breslau von Arthur Andreas Baron von Gallera (geb. 1867) adoptieren ließ, um den adligen Familiennamen Baron von Galléra anzunehmen. Im Unterschied vom Vater schrieb er sich selbst meist nur mit -l, doch hat er den Namen nie offiziell geändert. Er war Schüler Richard Festers in Halle (Saale). Seine Dissertation ist auf den 9. Februar 1924 datiert und wurde zwei Jahre darauf in Halle veröffentlicht. 1930 scheiterte er mit dem Versuch, sich zu habilitieren.
Gleich seinem Vater hat sich Galéra offenbar auch als Heimatforscher verstanden. Möglicherweise war er Mitglied im damals existierenden Heide-Verein im Halleschen Stadtteil Dölau. Im Januar 1932 veröffentlichte er in der Saale–Zeitung einen Aufsatz über „Die Anfänge des Christentums in Mitteldeutschland“. Aus Nennung des Vaters als Quelle in einer der letzten Schriften vor 1945 auf die Qualität der emotionalen Beziehung zu schließen, wäre allerdings Spekulation. Auch kann nicht gesagt werden, ob die Umstände, unter denen 1943 Schultze-Galléras Dozentur an der Universität Halle für „erloschen“ erklärt wurde, in einem Zusammenhang mit Aktivitäten seines Sohnes standen.
Nach seiner letzten Veröffentlichung im Jahr 1940 verliert sich Galéras Spur, erst ab 1956 sind wieder Publikationen nachweisbar. Den Verlagsorten (u. a. Neustadt an der Aisch) und Themen nach zu urteilen, lebte er jetzt in der Bundesrepublik.

## Verlage
Die Hauptzeit seiner publizistischen Tätigkeit waren die Dreißigerjahre. Zu Beginn der Dekade erschienen seine Bücher beim Leipziger Verlag Schlüter & Co. Dieses Unternehmen war von 1925 bis 1928 erfolgreich mit der Herausgabe von Klassikerwerken deutscher Autoren, seit 1930 bis zum Ende seiner nachweisbaren Existenz verlegte es ausschließlich Werke Galéras. Ab 1933 bis 1940 wurde sein Hauptverleger die Nationale Verlagsgesellschaft, ebenfalls in Leipzig. Von Beginn an publizierte auch dieser Verlag die „Geschichte unserer Zeit“, so dass einige Bände der Reihe parallel von zwei Verlagen vertrieben wurden.

## Werke (Auswahl)

### Vor 1945
- Voltaire und der Antimachiavell Friedrichs des Großen. Mitteldeutsche Verlags-A.G., Halle (Saale) 1926, DNB 579909670 (102 S.).
- Führer und Volk. Die Geschichte der Deutschen und ihrer Reiche. Heimat- und Kulturverlag, Stuttgart 1933, OCLC 1039321243 (512 S.).
- Osterreichs Rückkehr ins Deutsche Reich. Von Kaiser Karl zu Adolf Hitler. Nationale Verlagsgesellschaft, Leipzig 1938, DNB 573203237 (318 S.).
- Sudetendeutschlands Heimkehr ins Deutsche Reich. Nationale Verlagsgesellschaft, Leipzig 1939, DNB 573203199 (313 S.).
- Die Katastrophe des Kaptain Boycott. Erzählung aus dem irischen Freiheitskampf 1880. In: Abenteuer aus aller Welt. Band 34. Fischer, Berlin 1940, DNB 105995141X (64 S.).
- Die Geschichte der Straßen und Eisenbahnen im Saalkreis. Akademischer Verlag, Halle (Saale) 1940, DNB 579909654 (23 S.).
- Deutschlands Schicksalsweg 1919–1939. Nachschlagwerk zur dt. Geschichte. Hochmuth, Berlin 1940, DNB 579432300 (352 S.).

### „Geschichte unserer Zeit“
Neun Bände, 1930–1936:
1. Die Revolution, Entstehung und Folgen. Buch 1, Der Zusammenbruch 1916–1921. Nationale Verlagsgesellschaft, Leipzig 1932, OCLC 1071152900 (276 S.).
2. Die Revolution, Entstehung und Folgen. Buch 2, Politische und wirtschaftliche Zerrüttung 1921–1922. Nationale Verlagsgesellschaft, Leipzig 1932, OCLC 1071152900 (280 S.).
3. Die Krisis des Reiches 1922–1923. Nationale Verlagsgesellschaft, Leipzig 1933, OCLC 310519049.
4. Wiederaufstieg zu neuer Weltgeltung. 1924–1926. Schlüter, Leipzig 1930, OCLC 256477204 (447 S.).
5. Der Kampf um die nationale Macht. Buch 1, Die Erhebung der nationalen Opposition gegen die demokratische Gewalt. 1929–1930. 1933. Schlüter, Leipzig 1933, OCLC 216064017.
6. Der Kampf um die nationale Macht. Zweites Buch. Der Kampf um die Macht 1931–1932. Nationale Verlagsgesellschaft, Leipzig 1933, OCLC 1129475956 (447 S.).
7. Der Kampf um die Nationale Macht. Buch 3, Der Durchbruchssieg des Nationalsozialismus 1932–1933. Schlüter, Leipzig 1933, OCLC 216064067 (426 S.).
8. Die Errichtung des deutschen Führerreiches. Buch 1, Die Wiedergewinnung der deutschen Wehrhoheit 1934–1935. 1935, OCLC 310519081 (404 S.).
9. Die Errichtung des deutschen Führerreiches. Buch 2, Das Reich und die grossen Mächte. Schlüter, Leipzig 1936, OCLC 237144620 (345 S.).

### Nach 1945
- Vom Reich zum Rheinbund. Weltgeschichte des 18. Jahrhunderts in einer kleinen Residenz. In: Bibliothek familiengeschichtlicher Arbeiten. Band 29. Degener, Neustadt a.d. Aisch 1961, DNB 451423186 (464 S.).
- Wege zu neuen Lebensformen. Geschichte des Geschlechts der Riedesel Freiherrn zu Eisenbach im 19. Jahrhundert. In: Bibliothek familiengeschichtlicher Arbeiten. Band 32. Degener, Neustadt a.d. Aisch 1965, DNB 451423194 (244 S.).
- Die Herren von Burgsdorff. Lebensbilder aus sieben Jahrhunderten. In: Bibliothek familiengeschichtlicher Arbeiten. Band XXXIV. Verlag Degener & Co., Inhaber Gerhard Geßner, Neustadt an der Aisch 1965.   DNB 451423151
- Der Kreis Lauterbach. Seine Entstehung u. Geschichte. Kreis Lauterbach, Lauterbach (Hessen) 1972, DNB 730463338 (256 S.).
- Die Geschichte der Stadt Alsfeld. Von den Anfängen bis zum Ende des Siebenjährigen Krieges. Stadt Alsfeld, Alsfeld 1974, DNB 780516311 (291 S.).